# Ekumenska trilogija: istočni kršćani, pravoslavni, protestanti
Ekumenska trilogija: istočni kršćani, pravoslavni, protestanti je enciklopedijsko djelo na hrvatskom jeziku hrvatskog teologa i crkvenog povjesničara Jurja Kolarića iz 2005. godine. Sastoji se iz tri dijela te iz Ekumenskog dodatka. Prvi dio trilogije sadrži osnovne pojmove bogoslovlja, podatke o najznačajnijim kršćanskim zajednicama nastalima tijekom prvog tisućljeća, osobito o raznim Crkvama proizašlim iz reformatorskog pokreta. Drugi dio bavi se sintezom činjenica razjedinjenosti i podjele kršćanstva, odnosno ispadanja iz zajedništva Pracrkve. Povijesno postojanje Bizantskog Carstva stvorit će pravoslavlje i oformljenje četiri patrijarhata (aleksandrijski, carigradski, antiohijski i jeruzalemski) koji s patrijarhatom staroga Rima čine zajedništvo jedinstvene Crkve. Obrađene su crkvene zajednice proizašle iz Reformacije, u vrijeme pisanja trilogije bilo ih je oko 320. Treći dio trilogije sadrži tumačenje povijesti ekumenskog pokreta. Iscrpno je obrađena hrvatska ekumenska baština i njene proturječnosti. Četvrti dio i Dodatci sadrže tekstove o sve brojnijim religioznim pokretima i prirodnim religijama. Pisac Juraj Kolarić je za Ekumensku trilogiju nagrađen Poveljom “Josip Juraj Strossmayer” za humanističke znanosti.